# 4e étape du Tour de France 2011
Pour un article plus général, voir Tour de France 2011.
La 4e étape du Tour de France 2011 s'est déroulée le mardi 5 juillet 2011. Elle est partie de Lorient et arrivée à Mûr-de-Bretagne après 172,5 kilomètres. Cette étape est remportée au sprint par l'Australien Cadel Evans (BMC Racing). Le champion du monde norvégien Thor Hushovd conserve le maillot jaune.

## L'étape

### Profil
Le départ est donné à Lorient, dans le Morbihan. Le parcours passe au 15e kilomètre à Plouay, où a lieu annuellement le Grand Prix Ouest-France de Plouay. Il se dirige ensuite vers le Finistère, et passe par Quimperlé et Scaër. La première des deux côtes référencées du jour est la côte de Laz, au 79e kilomètre, classée en quatrième catégorie. Le sprint intermédiaire est situé 13 km plus loin, à Spézet, où se trouve également le point de ravitaillement. La course se dirige vers l'est et passe, entre autres, par Langonnet, Mellionnec et Cléguérec. Elle s'achève après 172,5 kilomètres au sommet d'une côte de troisième catégorie à Mûr-de-Bretagne (Côtes-d'Armor).

### Déroulement de la course
Cinq coureurs décident de prendre l'échappée sous une journée pluvieuse : comme la veille, on retrouve un Néerlandais (Johnny Hoogerland, Vancansoleil-DCM), deux Espagnols (Gorka Izagirre, Euskatel-Euskadi et Imanol Erviti, Movistar) et deux Français (Blel Kadri, AG2R La Mondiale et Jérémy Roy, FDJ). Johnny Hoogerland passe en premier au sommet de la côte de Laz. Au sprint intermédiaire de Spézet, c'est une nouvelle fois Johnny Hoogerland qui l'emporte, devant Jérémy Roy. Le vainqueur de l'étape de la veille, Tyler Farrar, conclue le sprint du peloton. Le peloton rattrape l'échappée à Mûr-de-Bretagne, à 4 km de l'arrivée, au pied de la montée finale (2 km à 6,7 %, 3C). Alberto Contador  (Saxo Bank-SunGard) lance les hostilités à 1 400 m de la ligne d'arrivée, créant de nombreuses cassures, dont seul un petit groupe d'une dizaine de coureurs parvient à le reprendre. C'est finalement Cadel Evans (BMC Racing) qui s'impose au sprint juste devant Alberto Contador et revêt ainsi le maillot à pois. Thor Hushovd, ayant réussi à finir sixième malgré un début d'ascension compliqué, conserve son Maillot Jaune, devant l'Australien Cadel Evans et le Luxembourgeois Fränk Schleck, avec une seconde et quatre secondes respectivement.

## Résultats

### Sprints
| Sprint intermédiaire de Spézet (kilomètre 92,5) | Sprint intermédiaire de Spézet (kilomètre 92,5) | Sprint intermédiaire de Spézet (kilomètre 92,5) | Sprint intermédiaire de Spézet (kilomètre 92,5) | Sprint intermédiaire de Spézet (kilomètre 92,5) |
| ----------------------------------------------- | ----------------------------------------------- | ----------------------------------------------- | ----------------------------------------------- | ----------------------------------------------- |
|                                                 | Coureur                                         | Pays                                            | Équipe                                          | Point(s)                                        |
| 1er                                             | Johnny Hoogerland                               | NED                                             |                                                 | 20                                              |
| 2e                                              | Jérémy Roy                                      | FRA                                             |                                                 | 17                                              |
| 3e                                              | Blel Kadri                                      | FRA                                             |                                                 | 15                                              |
| 4e                                              | Gorka Izagirre                                  | ESP                                             |                                                 | 13                                              |
| 5e                                              | Imanol Erviti                                   | ESP                                             |                                                 | 11                                              |
| 6e                                              | Tyler Farrar                                    | USA                                             |                                                 | 10                                              |
| 7e                                              | José Joaquín Rojas                              | ESP                                             |                                                 | 9                                               |
| 8e                                              | Borut Božič                                     | SRB                                             |                                                 | 8                                               |
| 9e                                              | Mark Cavendish                                  | GBR                                             |                                                 | 7                                               |
| 10e                                             | Denis Galimzyanov                               | RUS                                             |                                                 | 6                                               |
| 11e                                             | Matthew Goss                                    | AUS                                             |                                                 | 5                                               |
| 12e                                             | Jimmy Engoulvent                                | FRA                                             |                                                 | 4                                               |
| 13e                                             | Philippe Gilbert                                | BEL                                             |                                                 | 3                                               |
| 14e                                             | André Greipel                                   | GER                                             |                                                 | 2                                               |
| 15e                                             | Daniel Oss                                      | ITA                                             |                                                 | 1                                               |
| modifier                                        |                                                 |                                                 |                                                 |                                                 |

| Premier     | Cadel Evans           | 45 pts. |
| Deuxième    | Alberto Contador      | 35 pts. |
| Troisième   | Alexandre Vinokourov  | 30 pts. |
| Quatrième   | Rigoberto Urán        | 26 pts. |
| Cinquième   | Philippe Gilbert      | 22 pts. |
| Sixième     | Thor Hushovd          | 20 pts. |
| Septième    | Fränk Schleck         | 18 pts. |
| Huitième    | Samuel Sánchez        | 16 pts. |
| Neuvième    | Jurgen Van den Broeck | 14 pts. |
| Dixième     | Andreas Klöden        | 12 pts. |
| Onzième     | Bradley Wiggins       | 10 pts. |
| Douzième    | José Joaquín Rojas    | 8 pts.  |
| Treizième   | Ivan Basso            | 6 pts.  |
| Quatorzième | Damiano Cunego        | 4 pts.  |
| Quinzième   | Roman Kreuziger       | 2 pts.  |

### Côtes
| Côte de Laz, 4e catégorie (kilomètre 79) | Côte de Laz, 4e catégorie (kilomètre 79) | Côte de Laz, 4e catégorie (kilomètre 79) | Côte de Laz, 4e catégorie (kilomètre 79) | Côte de Laz, 4e catégorie (kilomètre 79) |
| ---------------------------------------- | ---------------------------------------- | ---------------------------------------- | ---------------------------------------- | ---------------------------------------- |
|                                          | Coureur                                  | Pays                                     | Équipe                                   | Point(s)                                 |
| 1er                                      | Johnny Hoogerland                        | NED                                      |                                          | 1                                        |
| modifier                                 |                                          |                                          |                                          |                                          |

| Mûr-de-Bretagne, 3e catégorie (kilomètre 172,5) | Mûr-de-Bretagne, 3e catégorie (kilomètre 172,5) | Mûr-de-Bretagne, 3e catégorie (kilomètre 172,5) | Mûr-de-Bretagne, 3e catégorie (kilomètre 172,5) | Mûr-de-Bretagne, 3e catégorie (kilomètre 172,5) |
| ----------------------------------------------- | ----------------------------------------------- | ----------------------------------------------- | ----------------------------------------------- | ----------------------------------------------- |
|                                                 | Coureur                                         | Pays                                            | Équipe                                          | Point(s)                                        |
| 1er                                             | Cadel Evans                                     | AUS                                             |                                                 | 2                                               |
| 2e                                              | Alberto Contador                                | ESP                                             |                                                 | 1                                               |
| modifier                                        |                                                 |                                                 |                                                 |                                                 |

### Classement de l'étape
| Classement de la 4e étape | Classement de la 4e étape | Classement de la 4e étape | Classement de la 4e étape | Classement de la 4e étape |
|                           | Coureur                   | Pays                      | Équipe                    | Temps                     |
| ------------------------- | ------------------------- | ------------------------- | ------------------------- | ------------------------- |
| 1er                       | Cadel Evans               | AUS                       | BMC Racing                | en 4 h 11 min 39 s        |
| 2e                        | Alberto Contador          | ESP                       | Saxo Bank-SunGard         | m.t.                      |
| 3e                        | Alexandre Vinokourov      | KAZ                       | Astana                    | m.t.                      |
| 4e                        | Rigoberto Urán            | COL                       | Sky                       | m.t.                      |
| 5e                        | Philippe Gilbert          | BEL                       | Omega Pharma-Lotto        | m.t.                      |
| 6e                        | Thor Hushovd              | NOR                       | Garmin-Cervélo            | m.t.                      |
| 7e                        | Fränk Schleck             | LUX                       | Leopard-Trek              | m.t.                      |
| 8e                        | Samuel Sánchez            | ESP                       | Euskaltel-Euskadi         | m.t.                      |
| 9e                        | Jurgen Van den Broeck     | BEL                       | Omega Pharma-Lotto        | m.t.                      |
| 10e                       | Andreas Klöden            | GER                       | RadioShack                | m.t.                      |
| modifier                  |                           |                           |                           |                           |

## Classements à l'issue de l'étape

### Classement général
| Classement général | Classement général   | Classement général | Classement général | Classement général  |
|                    | Coureur              | Pays               | Équipe             | Temps               |
| ------------------ | -------------------- | ------------------ | ------------------ | ------------------- |
| 1er                | Thor Hushovd         | NOR                | Garmin-Cervélo     | en 13 h 58 min 25 s |
| 2e                 | Cadel Evans          | AUS                | BMC Racing         | +1 s                |
| 3e                 | Fränk Schleck        | LUX                | Leopard-Trek       | +4 s                |
| 4e                 | David Millar         | GBR                | Garmin-Cervélo     | +8 s                |
| 5e                 | Andreas Klöden       | GER                | RadioShack         | +10 s               |
| 6e                 | Bradley Wiggins      | GBR                | Sky                | +10 s               |
| 7e                 | Geraint Thomas       | GBR                | Sky                | +12 s               |
| 8e                 | Edvald Boasson Hagen | NOR                | Sky                | +12 s               |
| 9e                 | Andy Schleck         | LUX                | Leopard-Trek       | +12 s               |
| 10e                | Jakob Fuglsang       | DEN                | Leopard-Trek       | +12 s               |
| modifier           |                      |                    |                    |                     |

### Classement par points
| Classement par points | Classement par points | Classement par points | Classement par points | Classement par points |
| --------------------- | --------------------- | --------------------- | --------------------- | --------------------- |
|                       | Coureur               | Pays                  | Équipe                | Point(s)              |
| 1er                   | José Joaquín Rojas    | ESP                   | Movistar              | 82 points             |
| 2e                    | Cadel Evans           | AUS                   | BMC Racing            | 80 pts                |
| 3e                    | Philippe Gilbert      | BEL                   | Omega Pharma-Lotto    | 77 pts                |
| modifier              |                       |                       |                       |                       |

### Classement du meilleur grimpeur
| Classement du meilleur grimpeur | Classement du meilleur grimpeur | Classement du meilleur grimpeur | Classement du meilleur grimpeur | Classement du meilleur grimpeur |
| ------------------------------- | ------------------------------- | ------------------------------- | ------------------------------- | ------------------------------- |
|                                 | Coureur                         | Pays                            | Équipe                          | Point(s)                        |
| 1er                             | Cadel Evans                     | AUS                             | BMC Racing                      | 2 points                        |
| 2e                              | Philippe Gilbert                | BEL                             | Omega Pharma-Lotto              | 1 pt                            |
| 3e                              | Mickaël Delage                  | FRA                             | FDJ                             | 1 pt                            |
| modifier                        |                                 |                                 |                                 |                                 |

### Classement du meilleur jeune
| Classement général du meilleur jeune | Classement général du meilleur jeune | Classement général du meilleur jeune | Classement général du meilleur jeune | Classement général du meilleur jeune |
|                                      | Coureur                              | Pays                                 | Équipe                               | Temps                                |
| ------------------------------------ | ------------------------------------ | ------------------------------------ | ------------------------------------ | ------------------------------------ |
| 1er                                  | Geraint Thomas                       | GBR                                  | Sky                                  | en 13 h 58 min 37 s                  |
| 2e                                   | Edvald Boasson Hagen                 | NOR                                  | Sky                                  | m.t.                                 |
| 3e                                   | Tejay van Garderen                   | USA                                  | HTC-Highroad                         | +1 s                                 |
| modifier                             |                                      |                                      |                                      |                                      |

### Classement par équipes
| Classement par équipes | Classement par équipes | Classement par équipes | Classement par équipes |
|                        | Équipe                 | Pays                   | Temps                  |
| ---------------------- | ---------------------- | ---------------------- | ---------------------- |
| 1re                    | Garmin-Cervélo         | États-Unis             | en 41 h 5 min 55 s     |
| 2e                     | BMC Racing             | États-Unis             | + 2 s                  |
| 3e                     | Leopard-Trek           | Luxembourg             | + 4 s                  |
| modifier               |                        |                        |                        |

## Abandon
- Jurgen Van de Walle (Omega Pharma-Lotto) : abandon